# Lynchia trita
Lynchia trita är en tvåvingeart som först beskrevs av Speiser 1905.  Lynchia trita ingår i släktet Lynchia och familjen lusflugor. Inga underarter finns listade i Catalogue of Life.